# Џамија Селим Јавуз
Џамија Селим Јавуз (тур. Yavuz Selim Camii) је џамија која је настала у 16. веку подигао ју је Османски Султан Сулејман I у част свог оца Селима I. Радња џамије је завршена 1527/28 године. У џамији су сахрањени Султан Селим I, Султанија Ајше Хафса и три или четири кћери султана Селима (Хатиџе, Хафизе, Шахубан и Бејхан). Џамија је до 2007. године била запуштена, али је почетком 2009. године поново обновљена. До 1542. године џамија је имала један Минарет, али почерком 1546, додат је још један, тако да џамија укупно има два минарета.